# Lionel Jeffries
Pour les articles homonymes, voir Lionel et Jeffries.
Lionel Charles Jeffries est un acteur, réalisateur et scénariste britannique, né le 10 juin 1926 à Forest Hill, Londres, et mort le 19 février 2010 à Poole (Royaume-Uni).

## Filmographie

### Acteur

#### Cinéma
- 1953 : Will Any Gentleman? (en) : M. Frobisher
- 1954 : The Black Rider : Martin Bremner
- 1955 : Windfall (en) : Arthur Lee
- 1955 : The Colditz Story : Harry Tyler
- 1955 : Le Monstre (The Quatermass Xperiment) : Blake (Ministre de la défense)
- 1955 : No Smoking (en) : George Pogson
- 1955 : All for Mary (en) : Le maître d'hôtel
- 1956 : Up in the World : Wilson
- 1956 : Eyewitness de Muriel Box
- 1956 : Jumping for Joy : Bert Benton
- 1956 : La Croisée des destins (Bhowani Junction) : Lt. Graham McDaniel
- 1956 : The Baby and the Battleship : George
- 1956 : La Vie passionnée de Vincent van Gogh (Lust for Life) : Docteur Peyron
- 1956 : High Terrace (en) : Monkton
- 1957 : Scotland Yard joue et gagne (en) (The Vicious Circle) : Geoffrey Windsor
- 1957 : Hour of Decision (en) : Albert Mayne
- 1957 : The Man in the Sky : Keith
- 1957 : Blue Murder at St. Trinian's : Joe Mangan
- 1957 : Toubib en liberté (Doctor at Large) : Dr. Hackett
- 1957 : Il était un petit navire (Barnacle Bill) : Garrod
- 1958 : Further Up the Creek (en) : Steady Barker
- 1958 : Behind the Mask : Walter Froy
- 1958 : Girls at Sea (en) : Harry, le touriste
- 1958 : Dunkerque (Dunkirk) : Le colonel médical
- 1958 : La Revanche de Frankenstein (The Revenge of Frankenstein) : Fritz
- 1958 : L'habit fait le moine (Law and Disorder) de Charles Crichton : Major Proudfoot
- 1958 : Ordres d'exécution (Orders to Kill) : l'interrogeur
- 1958 : Up the Creek : Steady Barker
- 1958 : Nowhere to Go : Pet Shop Clerk
- 1959 : Please Turn Over (en) : Ian Howard
- 1959 : Idle on Parade (en) : Bertie
- 1959 : Au risque de se perdre (The Nun's Story) : Dr. Goovaerts, le médecin de l'école tropical
- 1960 : Bobbikins (en) : Gregory Mason
- 1960 : Life Is a Circus (en) : Genie
- 1960 : Les Seins de glace (The Rough and the Smooth) : Marsh
- 1960 : The Trials of Oscar Wilde : John Sholto Douglas, Marquis de Queensberry
- 1960 : Tarzan the Magnificent : Ames
- 1960 : Jazz Boat : Sergent Thompson
- 1960 : Le Paradis des monte-en-l'air (Two Way Stretch) : Chef P.O. Crout
- 1961 : Fanny : Monsieur Brun (L'anglais)
- 1961 : Les Diables du Sud (The Hellions) : Luke Billings
- 1962 : L'Inquiétante dame en noir (The Notorious Landlady) : Inspecteur Oliphant
- 1962 : Mrs. Gibbons' Boys (en) : Lester Gibbons
- 1962 : L'Agent secret de Churchill (en) (Operation Snatch) : Evans
- 1962 : Kill or Cure : Det. Insp. Hook
- 1963 : Les Drakkars (The Long Ships) : Aziz
- 1963 : The Scarlet Blade : Col. Judd
- 1963 : Jules de Londres (The Wrong Arm of the Law) : Insp. Parker
- 1963 : Appelez-moi chef (Call Me Bwana) : Dr. Ezra Mungo
- 1964 : The Truth About Spring : Cark
- 1964 : Passage à tabac (Murder Ahoy) : Capitaine Rhumstone
- 1964 : Les Premiers hommes dans la lune (First Men in the Moon) : Joseph Cavor
- 1965 : You Must Be Joking! (en) : Sgt. Maj. McGregor
- 1965 : The Secret of My Success : Insp. Hobart / Baron von Lukenberg / The Earl of Aldershot / President Esteda
- 1966 : The Spy with a Cold Nose : Stanley Farquhar
- 1966 : Drop Dead Darling : Parker
- 1967 : Oh Dad, Poor Dad, Mama's Hung You in the Closet and I'm Feeling So Sad (en) : Le commandant de l'aéroport
- 1967 : Le Grand Départ vers la Lune (Rocket to the Moon) : Sir Charles Dillworthy
- 1967 : Camelot : King Pellinore
- 1968 : Chitty Chitty Bang Bang : Grandpa Potts
- 1969 : L'Ange et le Démon (Twinky) : Solicitor
- 1969 : 12 + 1 (Una su 13) de Nicolas Gessner et Luciano Lucignani : Randomhouse
- 1970 : Eyewitness (Les Inconnus de Malte)[réf. nécessaire] : Grandpa (Colonel)
- 1971 : Mais qui a tué tante Roo ? (Whoever Slew Auntie Roo?) : Inspecteur Willoughby
- 1974 : Cet emmerdeur de Charly (en) (What Changed Charley Farthing?) : Houlihan
- 1975 : Le Froussard héroïque (Royal Flash) : Kraftstein
- 1977 : Wombling Free (en) (Voix)
- 1979 : Le Prisonnier de Zenda (The Prisoner of Zenda) : General Sapt
- 1982 : Ménage à trois (Better Late Than Never) : Bertie Hargreaves
- 1988 : Abel's Island (en) (Vidéo) : Gower (Voix)
- 1989 : A Chorus of Disapproval : Jarvis Huntley-Pike
- 1989 : Danny, le champion du monde (Roald Dahl's Danny, The Champion of the World) de Gavin Millar : M. Snoddy

#### Télévision
- 1955 : London Playhouse (en) (série télévisée) : Allan
- 1956 - 1957 : Assignment Foreign Legion (it) (série télévisée) : Le commandant/ Sergent Le Boule
- 1957 : Robin des Bois (série télévisée) : Sir Charles
- 1958 : Tales from Dickens (série télévisée) : Un homme aux vieux habits
- 1958 : Dick and the Duchess (en) (série télévisée) : Oncle George
- 1960 : The Four Just Men (série télévisée) : Arkwright
- 1961 : Rendezvous (série télévisée) : Roger
- 1964 : Room at the Bottom (en) (série télévisée) : Nesbitt Gunn
- 1976 : Fred Bassett (série télévisée) : Fred Basset (Voix)
- 1980 : Cream in My Coffee (en) (téléfilm) : Bernardn Wilsher
- 1981 : Shillingbury Tales (en) (série télévisée) : Major Langton
- 1982 : Father Charlie (série télévisée) : Père Charlie
- 1983 : Tom, Dick and Harriet (en) (série télévisée) : Thomas Maddison
- 1983 : All for Love (série télévisée) : Arthur
- 1984 : Minder (en) (série télévisée) : Cecil Caine
- 1984 et 1986 : The Comic Strip Presents… (série télévisée) : Le barman / Le chauffeur de taxi
- 1986 : The Collectors (en) (série télévisée)
- 1989 : First and Last (téléfilm) : Laurence
- 1989 : Ending Up (téléfilm) : Shorty
- 1990 : Jekyll & Hyde (téléfilm) : Le père du Dr. Jekyll
- 1990 : Inspecteur Morse (série télévisée) : Charles Radford
- 1991 : Rich Tea and Sympathy (série télévisée) : Grandpa Rudge
- 1992 : The Mixer (série télévisée) : Charles Ryder
- 1992 : Casualty (série télévisée) : Bill Tongue
- 1992 : Look at It This Way (Feuilleton TV) : Bernie Koppel
- 1993 : Woof! (en) (série télévisée) : Grandad
- 1993 : Les règles de l'art (série télévisée) : Percy Broderick
- 1995 : Performance (série télévisée) : Le capitaine
- 1998 : Heven on Earth (téléfilm) : Isaac Muller
- 1999 : Holby City (série télévisée) : Harry
- 2001 : Lexx (série télévisée) : Père Borscht

### Réalisateur
- 1970 : The Railway Children
- 1972 : The Amazing Mr. Blunden
- 1973 : R comme Roger (Baxter!)
- 1977 : Wombling Free (en)
- 1978 : Les enfants de la rivière (The Water Babies)

### Scénariste
- 1970 : The Railway Children
- 1972 : The Amazing Mr. Blunden
- 1977 : Wombling Free (en)